# World Series de 2009

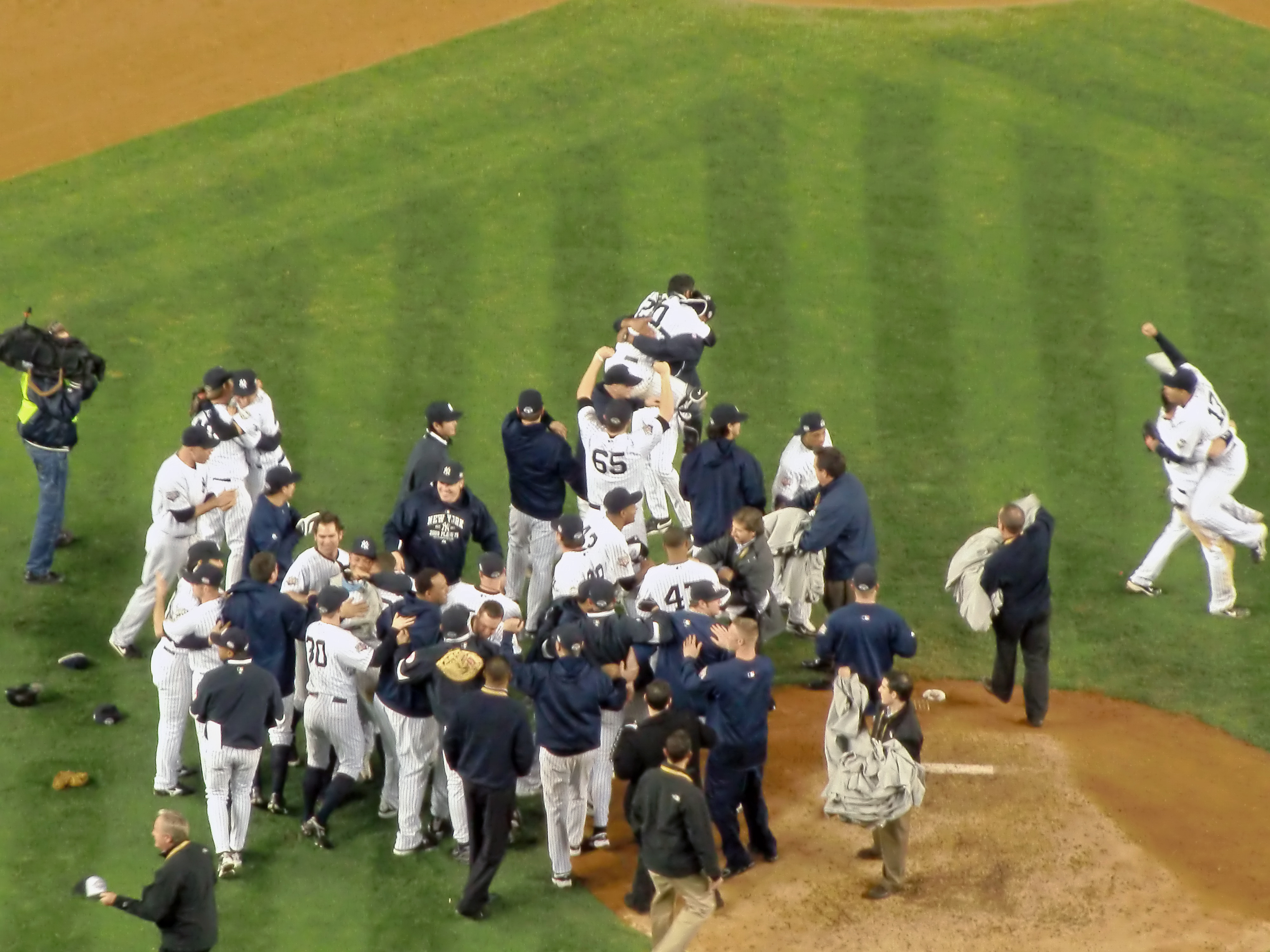
Yankees celebram o 27º título da World Series.

A World Series de 2009 foi a 105ª edição da final da Major League Baseball (MLB), disputada entre o Philadelphia Phillies, campeão da Liga Nacional (NL) e atual campeão da World Series na época, e o New York Yankees, campeão da Liga Americana (AL). Os Yankees venceram os Phillies por quatro jogos a dois e ganharam a 27ª World Series de sua história. A série foi disputada entre 28 de outubro e 04 de novembro.
A vantagem de mando de campo foi do New York Yankees como resultado da vitória da Liga Americana sobre a Liga Nacional, por 4 a 3, no jogo das estrelas. Os Phillies chegaram à World Series ao derrotar o Colorado Rockies na final da divisão da Liga Nacional, disputada em cinco jogos, e os Los Angeles Dodgers, em melhor de sete, na final da conferência. Os Yankees derrotaram o Minnesota Twins na final da divisão da Liga Americana, e os Los Angeles Angels na final da conferência, para avançarem à sua primeira Série Mundial desde 2003.
O arremessador Cliff Lee trouxe a vitória para os Phillies no jogo 1, permitindo uma corrida merecida durante o jogo inteiro. Home runs de Mark Teixeira e Hideki Matsui ajudaram os Yankees a vencerem o jogo 2 por um placar de 3 a 1. Depois que a chuva atrasou o início, o jogo 3 contou com mais ataque, com um combinado de seis home runs e um total de treze corridas para a vitória dos Yankees por 8 a 5. Os Yankees venceram o jogo 4 depois de marcar três corridas decisivas na nona rodada, ajudado por uma excelente trabalho de corrida entre as bases de Johnny Damon. Sob o comando de Chase Utley, que anotou dois home runs, os Phillies evitaram o título dos Yankees no jogo 5. Os Yankees garantiram a vitória da World Series ao vencerem o jogo 6, quando Hideki Matsui fez um jogo praticamente perfeito, impulsionando um total de seis corridas. Ele foi nomeado jogador mais valioso da série.
Vários recordes foram empatados, estendidos ou quebrados durante esta série mundial, incluindo a maior equipe em número de títulos (Yankees com 27), o maior número de vitórias de um arremessador na pós temporada (Andy Pettitte com 18), o maior número de saves (Mariano Rivera com 11), home runs em uma World Series (Chase Utley, com 5), eliminações por um rebatedor em uma World Series (Ryan Howard, com 13) e o maior número de corridas impulsionadas em um único jogo de World Series (Hideki Matsui com 6).